# Аль-Адід
Абу Мухаммад Абдаллах Аль-Адід ібн Юсуф (*1149 —1171) — останній фатімідський халіф у 1160—1171 роках.

## Життєпис
Походив з династії Фатімідів. Син халіфа аз-Зафіра. Народився 1149 року у Каїрі. Після смерті брата аль-Фаїза у 1160 році успадкував трон. Втім фактична влада перебувала в руках візира Талі ібн Руззіка. Сам аль-Адід увесь час приділяв увагу лише розвагам.
У 1161 році проти ібн Руззіка почав війну Шавар, валі (намісник) аль-Ушмунайна (Верхнього Єгипту). У 1162 році йому вдалося захопити Каїр і стратити Руззіка. Але через 7 місяців сам Шавар був позбавлений влади воєначальником Діргамом. Він втік до Дамаску і став просити допомоги в атабека Нур ад-Діна Зенгі.
Тим часом в 1163 році хрестоносці вступили вже безпосередньо до Єгипту, перемігши у битві при Пелусії. Стурбований цим Нур ад-дін в 1164 році відправив разом з Шаваром кілька своїх загонів під командуванням курдів на чолі із Ширку. Діргам зазнав поразки й загинув. Шавар утвердився на посаді візира, але відмовився виконувати обіцянки, які спершу давав Ширку, насамперед сплати значних коштів.
Щоб протистояти своєму вчорашньому союзнику, він вступив в таємну змову з Аморі I, королем Єрусалиму. Ширку повів боротьбу одночасно проти обидвох. Зрештою хрестоносці були витіснені з Єгипту, отримавши значний викуп. Але боротьба між хрестоносцями та Ширку за вплив над Єгиптом тривала: у 1164 році останній зазнав поразки у битві при Білбейсі. З цього моменту Фатімідський халіфат став данником Єрусалимського королівства.
У 1167 році до Єгипту знову вдерся Ширку на чолі нового війська. У відповідь візир Шарвар закликав на допомогу хрестоносців. Військо останніх на чолі із королем Аморі у битві при Олександрії перемогло Ширку. У 1168 році Аморі I здобув низку перемог над сирійськими загонами Нур ад-Діна Зенгі, фактично взявши під контроль Каїр. Цьому сприяв сильний флот візантійців, що прибув на допомогу й остаточний занепад фатімідської флотилії в гирлі Нілу. Шарвар вимушений був сплатити данину у 2 млн динарів.
У 1169 році Ширку зумів захопити Каїр, стратив візира Шавар і сам став візиром. Втім незабаром він помер, і халіфа ал-Адіда змусили зробити візиром і фактичним володарем небожа Ширку — Салах ад-Діна ібн Айюба. У 1171 році халіф помер, імовірно його було отруєно або задушено. Фатімідський халіфат припинив своє існування.
Салах ад-дін прийняв титул султана, оголосив про визнання влади Аббасидів (номінально), ліквідацію ісмаїлітських установ, перехід країни до сунізму. Цим було покладено початок династії Айюбідів.